# Szarkaseregély
A szarkaseregély (Gracupica contra) a madarak osztályának verébalakúak (Passeriformes) rendjébe és a seregélyfélék (Sturnidae) családjába tartozó faj.

## Rendszerezése
A fajt Carl von Linné svéd ornitológus írta le 1758-ban, a Sturnus nembe Sturnus contra néven.

## Alfajai
- Gracupica contra contra (Linnaeus, 1758) - Pakisztán keleti része, India északi és középső része, Nepál, Bhután és Banglades
- Gracupica contra sordidus (Ripley, 1950) - Asszám állam keleti része
- Gracupica contra superciliaris (Blyth, 1863) - Manipur állam, Mianmar északi, középső és délkeleti része, Thaiföld északi része és Jünnan [2]

Egy 2021-ben lezajlott tanulmány kimutatta, hogy a korábban egyetlen fajként kezelt szarkaseregély valójában három különböző fajt foglal magában, melyek genetikailag is különböznek egymástól. Ezen tanulmány alapján a Thaiföldön és Kambodzsában élő fajt hátsó-indiai szarkaseregély (Gracupica floweri korábban Gracupica contra floweri) néven leválasztották, úgy mint a korábban Jáva és Bali szigetén élő, vadon nagyon megritkult vagy talán vadon ki is halt madarakat, melyeket jávai szarkaseregély (Gracupica jalla korábban Gracupica contra jalla) néven különálló fajként kezelnek. 
A Nemzetközi Ornitológia Kongresszus elfogadta ezen változásokat.

## Előfordulása
Banglades, Bhután,  India,  Laosz, Kambodzsa, Kína, Malajzia, Mianmar, Nepál, Pakisztán és Thaiföld területén honos. 
Mint kóborló előfordul Srí Lanka szigetén is. Ezeken kívül természetes előfordulási területén túl betelepítették az Egyesült Arab Emírségek, Szaúd-Arábia, Japán, és Tajvan területére is.
Természetes élőhelyei a szubtrópusi vagy trópusi száraz  gyepek és szavannák, valamint szántóföldek és mesterséges tavak. Állandó, nem vonuló faj.

## Megjelenése
Testhossza 22 centiméter, testtömege 72-82 gramm.
|  |

## Természetvédelmi helyzete
Az elterjedési területe rendkívül nagy, egyedszáma pedig növekszik. A Természetvédelmi Világszövetség Vörös listáján nem fenyegetett fajként szerepel.